# Moritz Erdmann Puffholdt

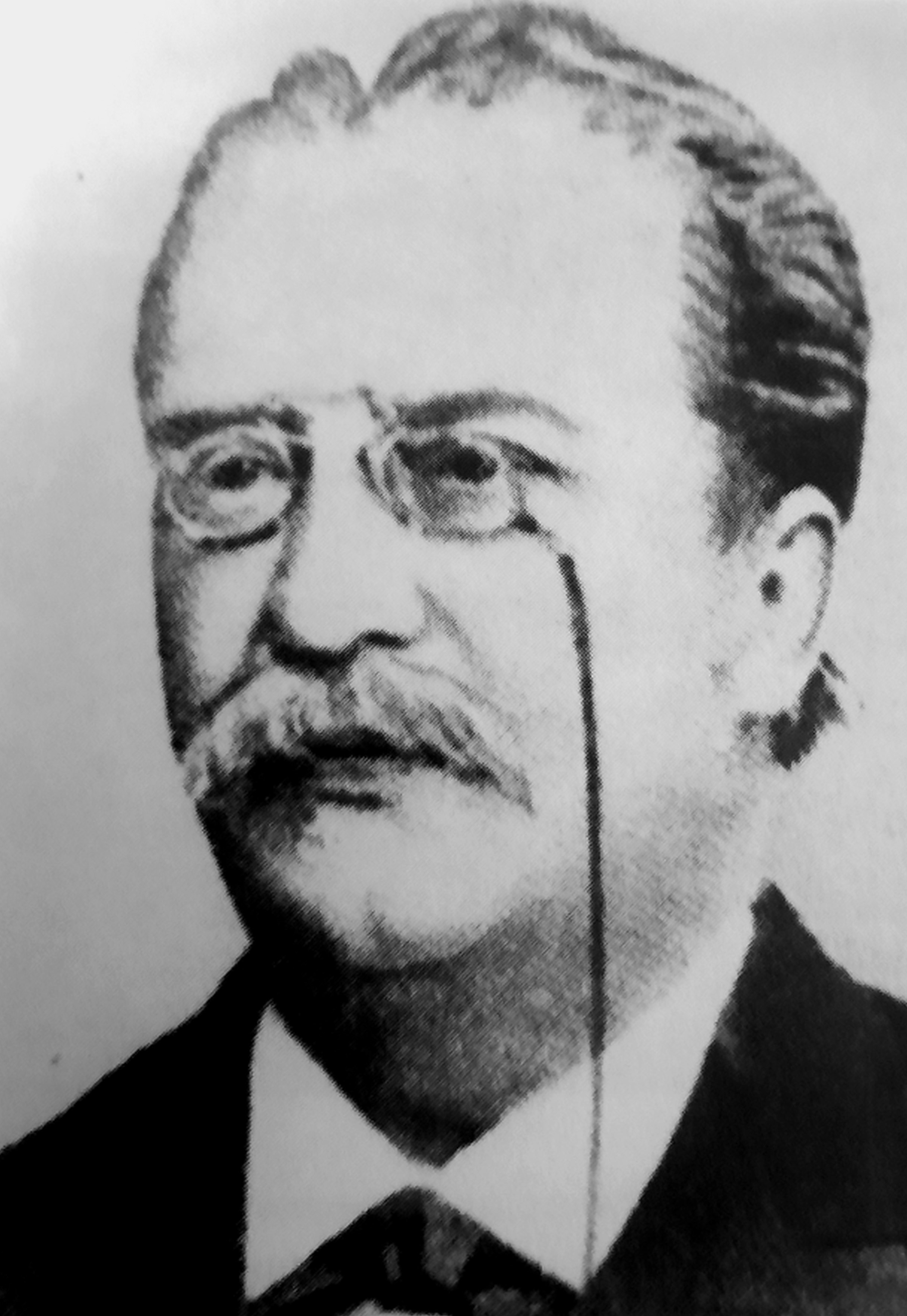
Moritz Erdmann Puffholdt

Moritz Erdmann Puffholdt (in Anzeigen häufig nur Erdmann Puffholdt; * 3. November 1827 in Lausick; † 20. Januar 1890 in Dresden) war ein deutscher Komponist, Geiger, Dirigent und Kapellmeister.
Von 1863 bis 1872 war er Stadtmusikdirektor in Dresden. Er ist einer der Gründerväter der Dresdner Philharmonie.

## Leben

### Frühe Jahre
Moritz Erdmann Puffholdt wurde in Lausick als 6. Kind des Stadtmusikus Johann Gottlob Puffholdt geboren. Seine Ausbildung erhielt er vermutlich beim Vater. 1845 trat er als Freiwilliger beim Königlich-Sächsischen Leibinfanterie-Regiment ein, wo er im Hautboistenkorps den Rang eines Hautboisten 2. Klasse innehatte. Nach der Auflösung des Korps wurde er 1849 Stabstrompeter beim Gardereiter-Regiment. Später war er Musikdirektor bei Militärkorps in Bautzen, Leipzig (1854) und in Dresden, wo er ab 1856 das Musikkorps der Königlich-Sächsischen 3. Infanterie-Brigade leitete.

### Als Stadtmusikdirektor in Dresden
Im Jahre 1861 erhielt er vom Rat der Stadt Dresden eine Adjunktur beim Stadtmusikdirektor Johann Willhelm Hartung (1791–1863). Vertraglich festgelegt wurde er damit der designierte Nachfolger Hartungs. Nach dem Ableben Hartungs im März 1863 übernahm er zwei Jahre später schließlich dessen Amt. Da zu jener Zeit der Rat der Stadt an einem Erhalt der Stadtmusik nicht sonderlich interessiert war und diese finanziell nur wenig unterstützte, sah sich Puffholdt auf Grund steigender Lebenshaltungskosten und der Konkurrenz durch mehrere andere in der Stadt wirkenden Kapellen von Anfang an mit wirtschaftlichen Problemen konfrontiert. Zudem wechselten Musiker zu anderen Kapellen, welche besser zahlen konnten. Sein Konzertmeister Friedrich Hermann Fürchtegott Sauer wurde 1869 Stadtmusikdirektor in Döbeln.
Puffholdt sah sich gezwungen mit anderen Kapellen zusammenzuarbeiten. Ab Oktober arbeitete er deshalb mit dem vom Konzertmeister H. Strauß geleiteten Wittingschen Musikchor zusammen. Im Folgejahr übernahm er es komplett und trat noch eine Zeitlang unter dem Namen Stadtmusikchor (ehemals Witting´sches Chor) auf. Beim Wittingschen Chor handelte es sich ursprünglich um das im Jahre 1851 zur Zivilkapelle umgestaltete Musikkorps der Dresdner Kommunalgarde. Dessen Musikdirektor Hugo Hünerfürst (1827–1867) hatte es während seiner bis zum Jahre 1858 dauernden Amtszeit in den 1850er Jahren zu überregionaler Popularität geführt. 1861 war es unter die Leitung des aus Jülich stammenden Karl Witting (1823–1907) gekommen, der die Leitung aber schon 1865 an seinen Konzertmeister abgab. Als Hünerfürst, der zwischenzeitlich einige Jahre in Rostock als Stadtmusikdirektor wirkte, kurz nach seiner Rückkehr nach Dresden plötzlich verstarb, stand das nun Puffholdt´sche Musikchor deshalb an der Spitze des Trauerzuges.

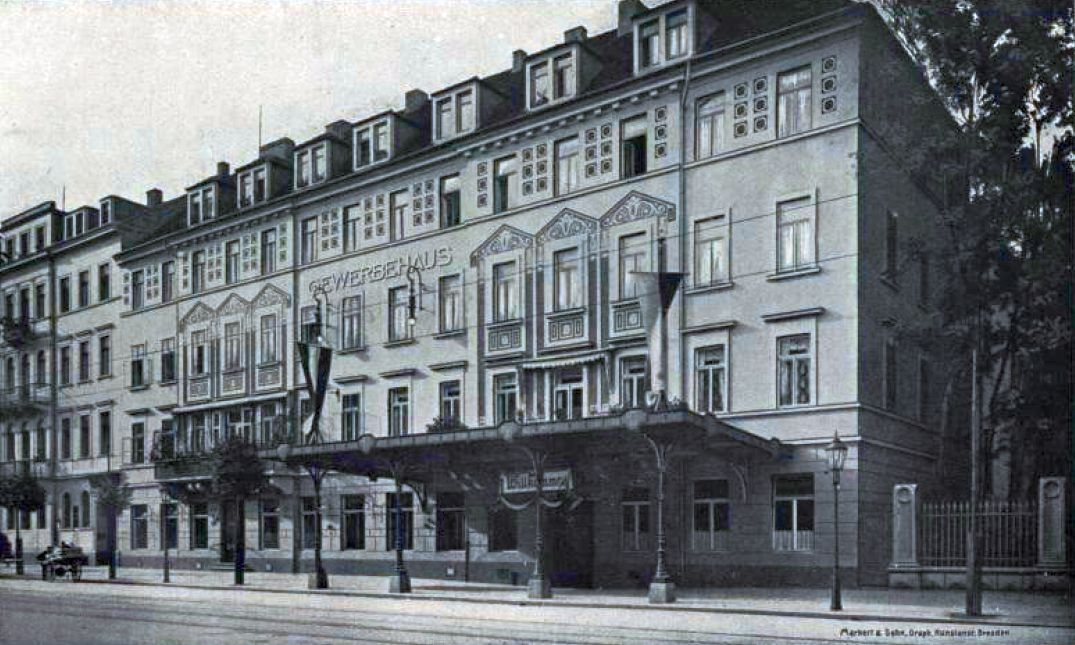
Gewerbehaus Dresden (1908)

Die wirtschaftlichen Schwierigkeiten blieben, auch weil 1868 ein Antrag die dem Stadtmusikchor seitens der Stadt gewährte Subvention zu erhöhen von den Stadtverordneten abgelehnt wurde und die eingeführte Gewerbefreiheit, die sich zum Nachteil der Musiker auswirkte und ihre materielle Lage nahezu unerträglich werden ließ. Am 31. Juli 1869 gründete man deshalb den Musiker-Verein zu Dresden, um deren Interessen besser durchsetzen zu können und der durch unfaire Geschäftspraktiken der lokalen Wirte angefachten Preisdrückerei bei musikalischen Leistungen entgegenzuwirken. Zu den 110 Gründungsmitgliedern zählte auch Moritz Erdmann Puffholdt, wobei er zum Vereinsvorsitzenden gewählt wurde.
Im Jahre 1870 errichtete der Dresdner Gewerbeverein schließlich an der Ostra-Allee das Gewerbehaus, zu dem auch ein Konzertsaal gehörte, welcher unter Mitwirkung des Stadtmusikchores unter Puffholdt eröffnet wurde. Der Konzertsaal wurde der Stammsitz der im Folgejahr gegründeten Gewerbehaus-Kapelle, der heutigen Dresdner Philharmonie. Moritz Erdmann Puffholdt gilt deshalb, als einer der Gründerväter der Dresdner Philharmonie.
Erster Musikdirektor im Gewerbehaus wurde Hermann Mannsfeldt (1833–1892), der bereits zwischen 1858 und 1861 in Dresden als Leiter des von Hünerfürst übernommenen Musikchors gewirkt hatte und zwischenzeitlich Stadtmusikdirektor in Chemnitz war. Nun warb er einen großen Teil der Puffholdtschen Kapelle ab. Moritz Erdmann Puffholdt, der die abgegangenen Musiker zwischenzeitlich zwar ersetzen konnte, zog letztlich die Konsequenzen und löste im Jahre 1873 auf Grund der immer größer werdenden wirtschaftlichen Schwierigkeiten seinen Vertrag als Stadtmusikdirektor und das Stadtmusikchor auf. Da man seitens der Stadt keine Notwendigkeit für ein eigenes Stadtmusikchor sah, wurde die Stelle nach dem Abgang Puffholdts nicht wieder besetzt.

### Tod
Moritz Erdmann Puffholdt machte sich in den Folgejahren als langjähriger Vorsitzender des Dresdner Musiker-Vereins verdient. Und auch nach dem dieser 1873 im ein Jahr zuvor in Berlin gegründeten Allgemeinen Deutschen Musiker-Verband (ADMV) als Lokalverband aufging, war er zwischen 1886 und 1889 Vorsitzender des Lokalverbandes Dresden.
Nachdem er im Januar 1890 verstorben war, wurde der Musiker auf dem Trinitatisfriedhof in Dresden-Johannstadt beerdigt. Sein Grab, in welchem auch seine Ehefrau Cora (1845–1929), geb. Weigel, bestattet wurde, ist bis in die Gegenwart erhalten geblieben.
Die Grabstelle der Familie Puffholdt, über welche der Förderverein Dresdner Philharmonie die Grabpatenschaft übernommen hat, konnte am 12. September 2021 anlässlich des Tages des offenen Denkmals nach umfangreicher Restaurierung wieder der Öffentlichkeit übergeben werden. Die Restaurierung der Grabstätte wurde u. a. durch Crowdfunding im Rahmen einer Spendenaktion des Fördervereins Dresdner Philharmonie finanziert.

## Werke (Auswahl)
- Improvisation musicale; 1857
- Die Namenlose; Polka; 1858
- Eine Winterblüthe; Polka
- Sophien-Quadrille
- Souvenir de Strauß; Marsch
- Salut a Petersbourg; Marsch; 1865
- Victoria-Polka; Polka
- Heil Saxonia!; Marsch zur Geburt des Kronprinzen
- Vivat Heiterkeit; Quadrille; 1871
- Aux Belles; Polka
- Neue Hoffnung; Marsch
- Auf´n Pfiff; Polka
- Allgemeiner Deutscher Musiker-Vereins-Marsch; Marsch
- Soiree-Polka; Polka; 1872
- Cora-Walzer; Walzer; 1877
- Dresdner Nachrichten-Quadrille; Quadrille
- Cora-Walzer; Walzer
- Glück auf!; Marsch; 1878
- Erinnerung an Teplitz; Galopp[3]